# Ostružno (Borek)
Ostružno (německy Wostruschno) je vesnice, část obce Borek v okrese Havlíčkův Brod. Nachází se asi 1,5 km na severovýchod od Borku, ve výšce 358 metrů nad mořem. V roce 2009 zde bylo evidováno 53 adres. V roce 2001 zde žilo 97 obyvatel. Obcí prochází Stezka poznání, nedaleko hasičské zbrojnice je umístěna zastávka č. 2 s informační tabulí.
Ostružno je také název katastrálního území o rozloze 4,34 km2. Katastrálním územím protéká řeka Doubrava. Na říčním kilometru 46 se nachází jez. Na řece Doubravě býval také mlýn, jeho pozůstatky u řeky jsou do současnosti patrné.

## Historie
První dochovaná písemná zmínka o obci pochází z roku 1397, kdy patřila čtyřem bratrům (Hertvík, Janek, Jan a Trojan) z Ostrožna: odtud dřívější název obce Ostrožno. Roku 1491 byla obec prodána tehdejším majitelům Lichnice, Trčkům z Lípy. Po smrti posledního mužského člena rodu, Jana Rudolfa Trčka z Lípy, v roce 1634 byl majetek zkonfiskován a Ostružno vlastnili střídavě různí majitelé.
V obci stávala tvrz, kterou si dal postavit po roce 1620 jako provizorní obydlí Kryštof Častolár z Dlouhé Vsi.
V roce 1874 byla v obci vybudována škola, která je nyní využívána pro kulturní a sportovní účely. V roce 1850 patřila obec do okresu Chotěboř, v letech 1869–1921 byla osadou obce Borek, v letech 1930–1950 to byla opět samostatná obec a od roku 1961 je Ostružno částí obce Borek v okrese Havlíčkův Brod.

### Pověst o Ostružnu
„Kdysi majitel Ostružna měl psa, kterého měl velice rád. Pes dostával nejlepší věci k žrádlu. Následkem toho ztloustl a nechtěl žráti. To pána velice rmoutilo. I otázal se místního kováře, zdali by psa jeho dovedl vyléčiti, aby zase žral. Kovář slíbil, že to dovede. Vzal psa k sobě, nedal mu tři dny nic žráti a pak jej vedl pánovi. Pán měl velikou radost, když pes předhozené mu kůrky chleba s hltavostí požíral, kdežto dříve rohlíčky, ani maso žráti nechtěl. Kováře odměnil tím, že mu dal úzký kus louky panské, jež se jako jazyk do panských polí zařezává a dosud místnímu kováři náleží.“

## Fotogalerie

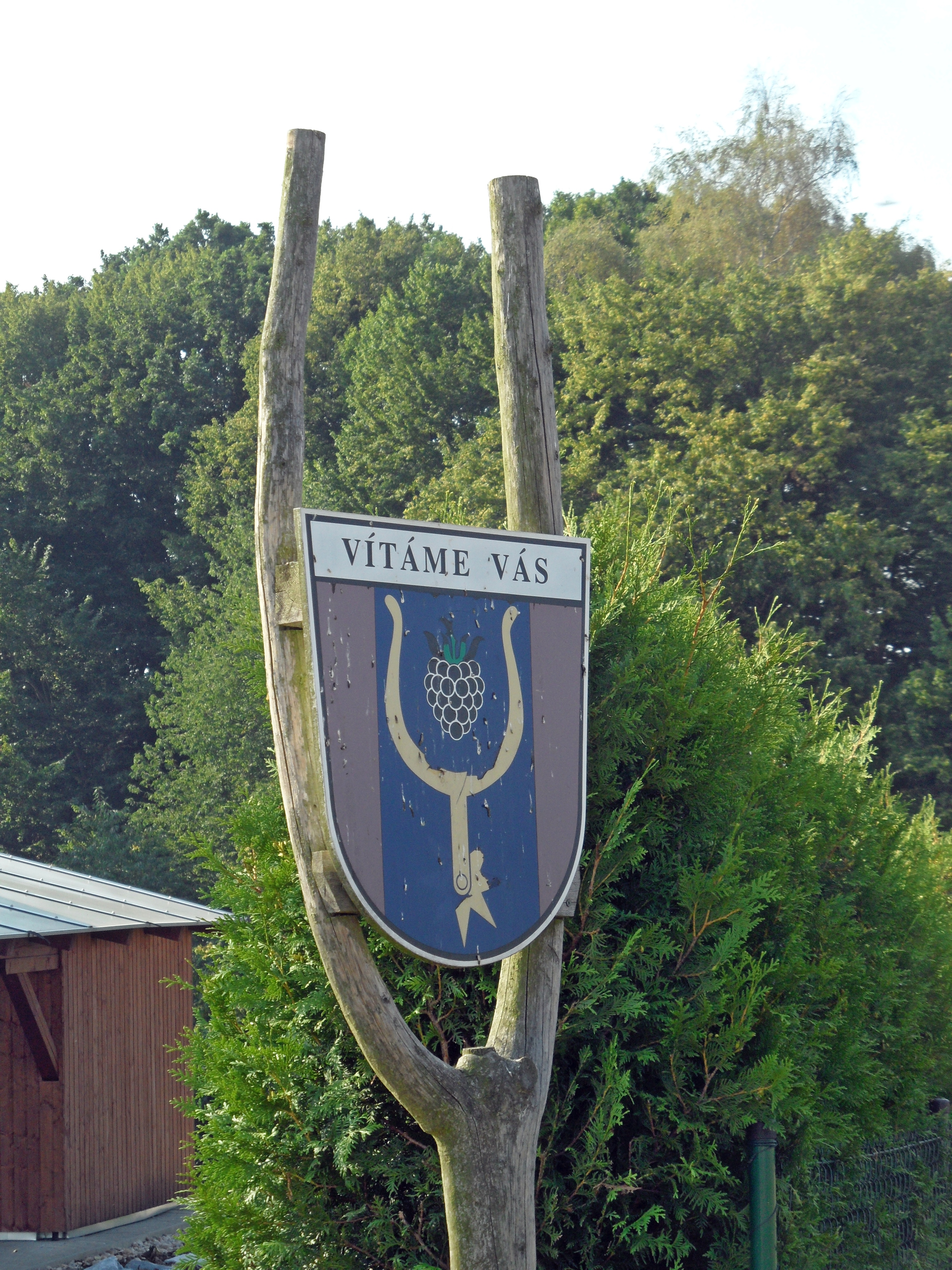
Vítáme Vás
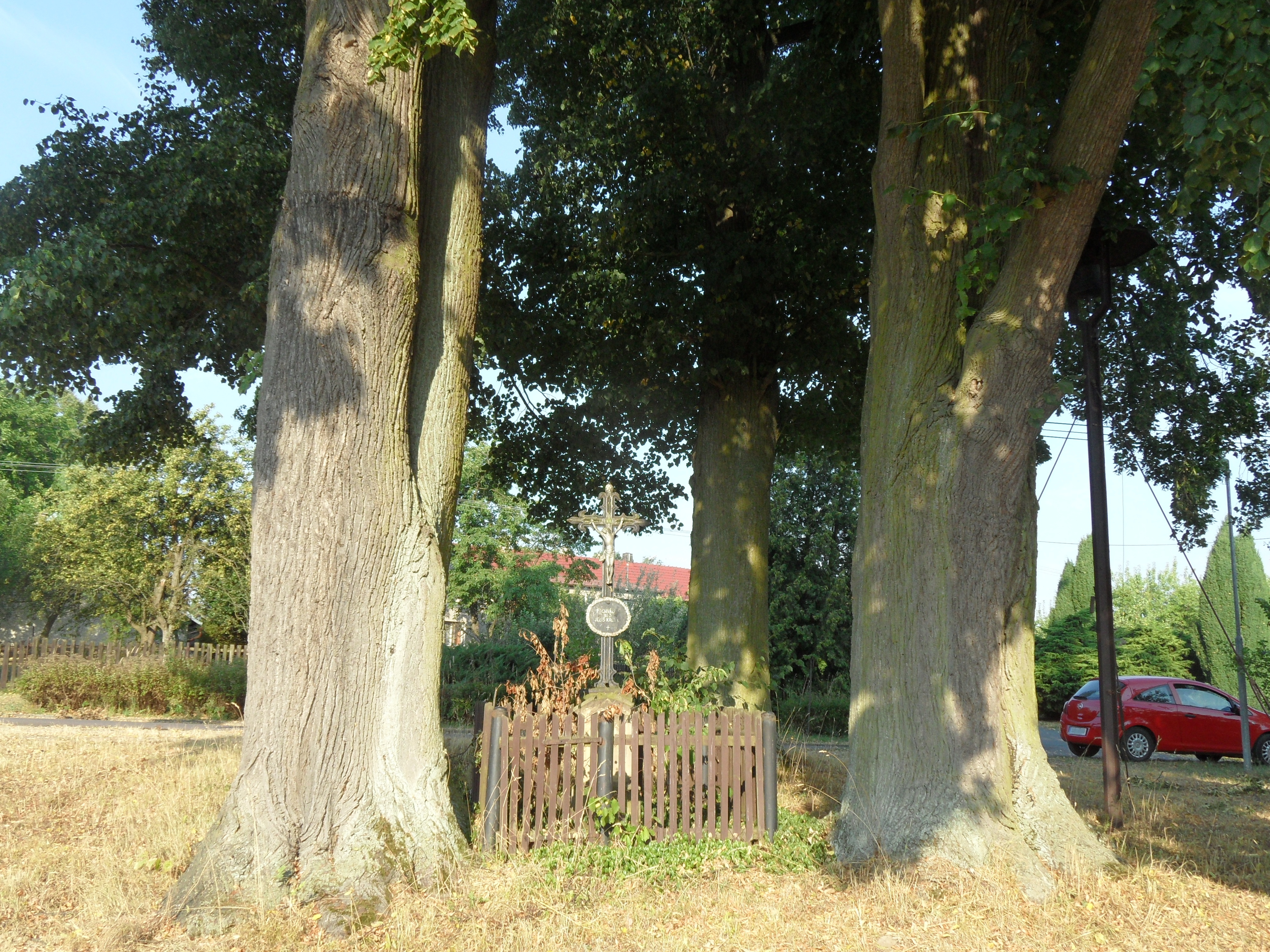
Křížek mezi stromy
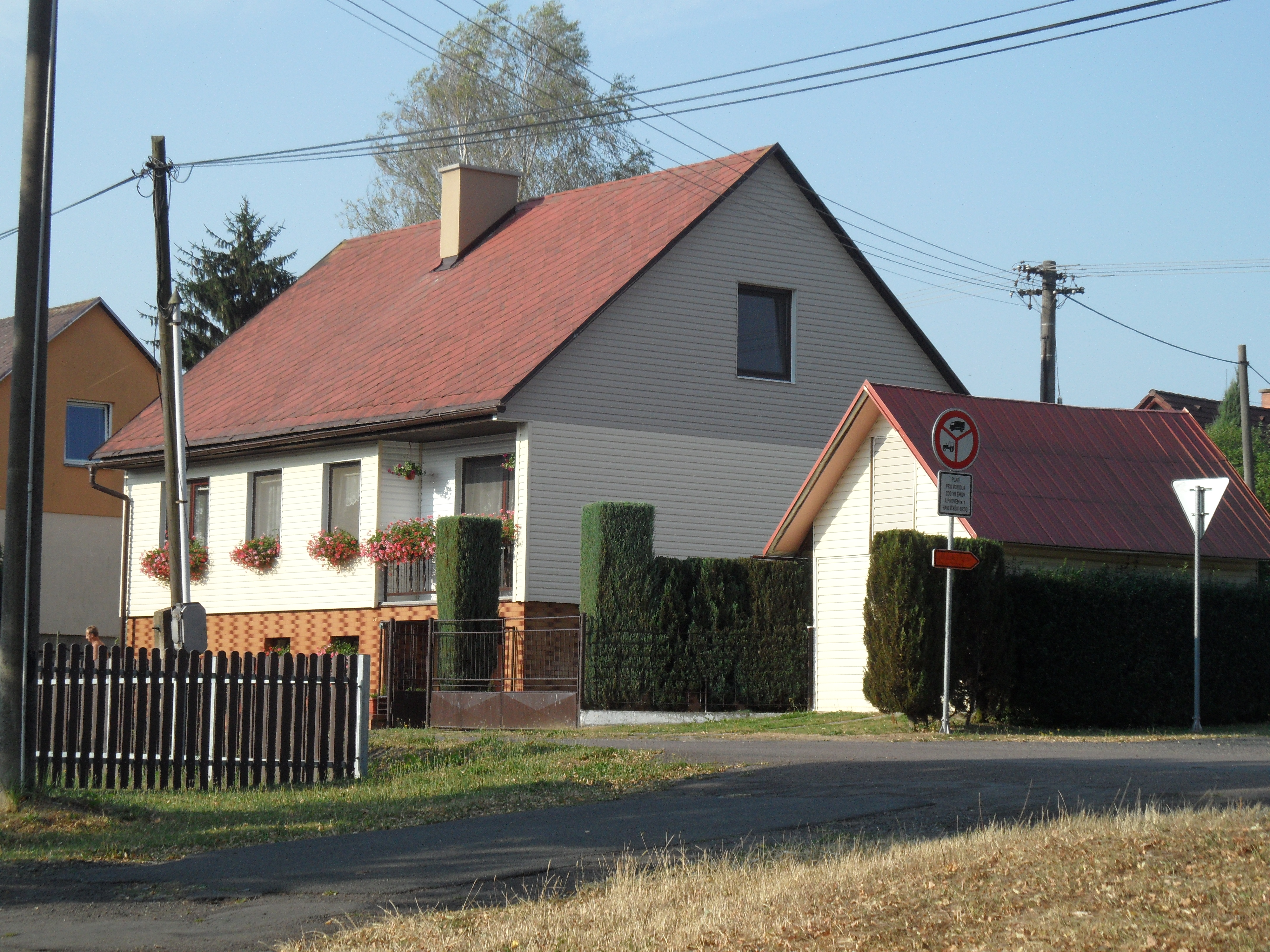
Dům u křižovatky
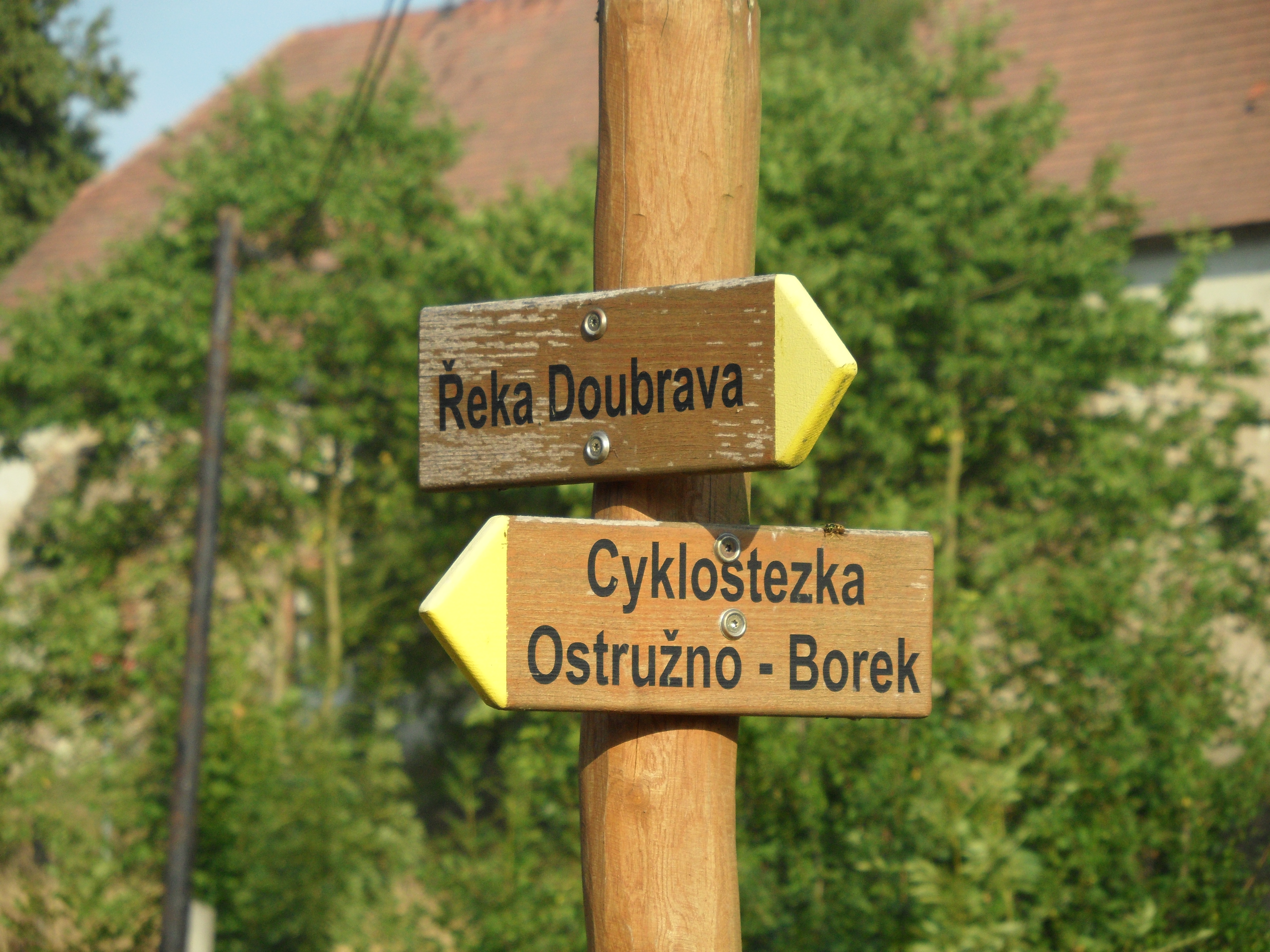
Rozcestník Stezky poznání